# Iglesia de Nuestra Señora de la Asunción (Arcicóllar)
La iglesia de Nuestra Señora de la Asunción es un edificio de la localidad española de Arcicóllar, en la provincia de Toledo.

## Descripción
La iglesia parroquial de Nuestra Señora de la Asunción, de estilo mudéjar, se ubica en la localidad toledana de Arcicóllar, en Castilla-La Mancha. El 27 de agosto de 1982 el inmueble fue declarado monumento histórico-artístico, mediante un real decreto publicado el 2 de noviembre de ese mismo año en el Boletín Oficial del Estado, con la rúbrica de Juan Carlos I y de la entonces ministra de Cultura Soledad Becerril. En la actualidad la iglesia está considerada Bien de Interés Cultural.